# Анастасій I
Святи́й Анастасій I (лат. Anastasius, 340 — 19 грудня 401, Рим) — тридцять дев'ятий папа Римський з 27 листопада 399 року по 19 грудня 401 рік.

## Життєпис
Походив з дворянської сім'ї Де Массімо, що побудувала в Римі Базиліку Крещенціана, нині — Сан Сісто Веккіо. До наших днів дійшли фрагменти декількох листів з приводу суперечок про Орігена, вчення якого він осуджував. Заборонив прийом в духовне звання осіб, які страждають будь-якими недугами, і підтвердив постанову про безшлюбності духовенства. Liber Pontificalis приписує йому встановлення вимоги, щоб священики стояли під час читання дияконами Євангелія.
Анастасій боровся з донатизмом в північних провінціях Африки, ратифікувавши рішення Толедського собору 400 року. Серед близьких йому людей були Августин Блаженний, Святий Ієронім і Паулін Ноланський. Ієронім згадував про Анастасія як про людину великої святості, яка була «багата своєю бідністю».
Після короткого, але насиченого понтифікату Анастасій помер 19 грудня 401 року. Він був похований в катакомбах Понтіана.
Його пам'ять відзначається 19 грудня.